# Marie de Rohan, hertiginna av Chevreuse

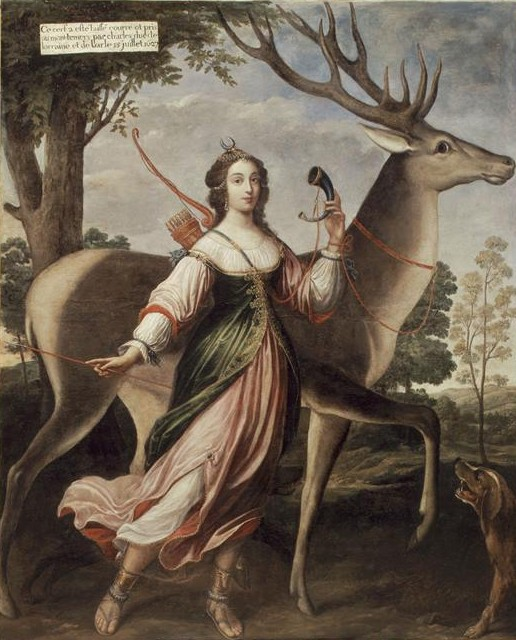
Marie de Rohan som gudinnan Diana.

Marie de Rohan, hertiginna av Chevreuse, född i december 1600, död 12 augusti 1679, var en fransk hovdam, adelsdam och politiker.
Marie de Rohan gifte sig som 17-åring med Ludvig XIII:s gunstling Charles d'Albert, hertig av Luynes och efter hans död 1622 med hertigen Claude d'Albert, hertig av Chevreuse, en son till Henrik av Guise. Marie de Rohan ansågs av samtiden som vacker och mycket begåvad, och blev lika känd för sina otaliga kärleksäventyr som sina politiska intriger. Över Anna av Österrike, vars överhovmästarinna och förtrogna hon var, utövade Marie de Rohan ett stort inflytande och hon var ivrig anhängare av alliansen med Spanien och motståndare till kardinal Richelieu och hans politik. 
Hon var inblandad i flera sammansvärjningar mot kardinalen, och gjorde sig djupt förhatlig hos Ludvig XIII och tvingades av denne i landsflykt. Efter kungens död återvände hon men såg sig sviken i sitt hopp att som änkedrottningens förtrogna utöva ett avgörande inflytande på Frankrikes styrelse och måste på nytt lämna landet. Återkommen 1649 tog Marie de Rohan livlig del av fronden, först som motståndare till kardinal Mazarin, senare som hans allierade. Efter frondens slut upphörde Marie de Rohans politiska inflytande.